# Ferdy Kübler
Ferdinand (Ferdy) Kübler (Marthalen, 24 juli 1919 – Zürich, 29 december 2016) was een Zwitserse wielrenner die actief was tussen 1940 en 1957.
Hij won vele grote wedstrijden en werd in 1951 wereldkampioen op de weg. In 1950, 1952 en 1954 won Kübler de Challenge Desgrange-Colombo, een regelmatigheidsklassement vergelijkbaar met de huidige UCI ProTour. Zijn bijnamen waren de arend van Adliswil, vanwege zijn capaciteiten als klimmer, en dolle Ferdi, omdat Kübler vaak de tactiek had om een vroege ontsnapping vanuit het peloton te laten slagen.
In 1950 won Kübler als eerste Zwitser de Tour de France. Hij was anno 2016 de oudste nog in leven zijnde Tourwinnaar. Na zijn overlijden eind dat jaar was deze eer weggelegd voor Roger Walkowiak.

## Belangrijkste overwinningen
1940
- Nationaal Kampioen van Zwitserland op de baan (achtervolging), elite
- Dwars door Lausanne

1941
- Nationaal kampioen van Zwitserland op de baan (achtervolging), elite
- 2e etappe Ronde van Zwitserland
- Dwars door Lausanne

1942
- 2e etappe Ronde van Zwitserland
- eindklassement Ronde van Zwitserland
- Klimkampioenschap op de weg, elite
- Dwars door Lausanne

1943
- Kampioenschap van Zürich
- Nationaal kampioen van Zwitserland op de baan (achtervolging), elite
- Nordwest-Schweizer-Rundfahrt

1944
- Dwars door Lausanne

1945
- Nationaal kampioen van Zwitserland, cyclocross
- Dwars door Lausanne

1947
- 1e en 5e etappe Ronde van Frankrijk
- 3e etappe Ronde van Zwitserland

1948
- Zwitsers kampioenschap op de weg
- 1e etappe deel A en 2e etappe Ronde van Romandië
- eindklassement Ronde van Romandië
- 1e etappe (deel A), 3e etappe (deel B), 6e etappe en 7e etappe (deel B) Ronde van Zwitserland
- eindklassement Ronde van Zwitserland
- bergklassement Ronde van Zwitserland

1949
- Zwitsers kampioenschap op de weg
- 5e etappe Ronde van Frankrijk
- Nordwest-Schweizer-Rundfahrt
- Vier-Kantone Rundfahrt

1950
- 4e etappe Ronde van Romandië
- 6e, 16e en 20e etappe Ronde van Frankrijk
- Eindklassement Ronde van Frankrijk
- Zwitsers kampioenschap op de weg
- Challenge Desgrange-Colombo
- GP Industria & Commercio di Prato
- Giro del Ticino
- Trophée Gentil

1951
- Waalse Pijl
- 1e etappe (deel A en B), 2e en 4e etappe Ronde van Romandië
- eindklassement Ronde van Romandië
- bergklassement Ronde van Romandië
- Luik-Bastenaken-Luik
- 2e etappe (deel A) en 4e etappe Ronde van Zwitserland
- eindklassement Ronde van Zwitserland
- bergklassement Ronde van Zwitserland
- 1e etappe en 3e etappe (deel B) Rome-Napels-Rome
- eindklassement Rome-Napels-Rome
- Wereldkampioenschap wielrennen op de weg te Varese
- Zwitsers kampioenschap op de weg
- Ardeens Weekend

1952
- Waalse Pijl
- Luik-Bastenaken-Luik
- 6e etappe Ronde van Zwitserland
- bergklassement Ronde van Zwitserland
- Challenge Desgrange-Colombo
- Ardeens Weekend
- Tour du Lac Léman

1953
- 3e etappe deel B Ronde van Romandië
- 1e etappe Ronde van Luxemburg
- Bordeaux-Parijs (582 km in 1 dag)
- 8e etappe Tour de l'Ouest

1954
- Zwitsers kampioenschap op de weg
- 5e en 14e etappe Ronde van Frankrijk
- Puntenklassement Ronde van Frankrijk
- Challenge Desgrange-Colombo
- Giro del Ticino

1955
- 5e etappe Ronde van Zwitserland

1956
- Milaan-Turijn

## Belangrijkste ereplaatsen
1941
- 3e in de Ronde van Zwitserland
- 3e in de Grand Prix des Nations (vrije zone)

1942
- 4e in het Kampioenschap van Zürich

1945
- 4e in het Zwitsers kampioenschap op de weg

1946
- 5e in het Kampioenschap van Zürich

1947
- 3e in de Ronde van Romandië
- 3e in het Kampioenschap van Zürich
- 4e in de Ronde van Zwitserland

1948
- 2e in de Grand Prix des Nations

1949
- 2e in het Wereldkampioenschap wielrennen op de weg te Kopenhagen
- 2e in de Ronde van Lombardije
- 2e in de Ronde van Romandië

1950
- 2e in het Kampioenschap van Zürich
- 3e in het Wereldkampioenschap wielrennen op de weg te Moorslede
- 4e in de Ronde van Italië
- 4e in de Ronde van Romandië
- 4e in de Trofeo Baracchi (met Oreste Conte)
- 5e in de Ronde van Lombardije
- 5e in de Ronde van Zwitserland

1951
- 2e in de Trofeo Baracchi (met Gino Bartali)
- 3e in de Ronde van Italië

1952
- 2e in de Ronde van Zwitserland
- 3e in de Ronde van Italië
- 4e in Parijs-Roubaix
- 4e in het Zwitsers kampioenschap op de weg
- 5e in de Trofeo Baracchi (met Rolf Graf)

1953
- 2e in de Waalse Pijl
- 2e in Parijs-Tours
- 4e in het Zwitsers kampioenschap op de weg
- 5e in de Challenge Desgrange-Colombo

1954
- 2e in de Ronde van Frankrijk
- 2e in de Waalse Pijl
- 2e in Gent-Wevelgem
- 3e in Parijs-Brussel
- 3e in Luik-Bastenaken-Luik
- 4e in Parijs-Roubaix
- 4e in de Trofeo Baracchi (met Hugo Koblet)

1955
- 4e in de Ronde van Zwitserland
- 5e in Gent-Wevelgem

## Resultaten in voornaamste wedstrijden
| Jaar | Ronde van Italië | Ronde van Frankrijk | Ronde van Spanje |
| ---- | ---------------- | ------------------- | ---------------- |
| 1947 |                  | buiten tijd (2)     |                  |
| 1948 |                  |                     |                  |
| 1949 |                  | opgave (1)          |                  |
| 1950 | 4e               | ↑ (3)               |                  |
| 1951 | ↑                |                     |                  |
| 1952 | ↑                |                     |                  |
| 1953 | opgave           |                     |                  |
| 1954 |                  | ↑ (2)               |                  |
| 1955 |                  | opgave              |                  |

| Jaar | Milaan-San Remo | Gent-Wevelgem | Ronde van Vlaanderen | Parijs-Roubaix | Luik-Bast.‑Luik | Ronde van Lombardije | Waalse Pijl |  | WK op de weg |  | Wereldranglijsten |
| ---- | --------------- | ------------- | -------------------- | -------------- | --------------- | -------------------- | ----------- |  | ------------ |  | ----------------- |
| 1947 |                 |               |                      |                |                 |                      |             |  |              |  |                   |
| 1948 |                 |               |                      | 54e            |                 | 19e                  |             |  | 7e           |  |                   |
| 1949 | 17e             |               |                      |                |                 | ↑                    |             |  | ↑            |  |                   |
| 1950 | 9e              |               |                      | 35e            |                 | 5e                   |             |  | ↑            |  | (CDC)             |
| 1951 | 20e             |               |                      | 10e            | Goud            |                      | Goud        |  | ↑            |  | (CDC)             |
| 1952 | 37e             |               |                      | 4e             | Goud            | 10e                  | Goud        |  | 12e          |  | (CDC)             |
| 1953 | 10e             |               |                      |                | 14e             |                      | Zilver      |  | 7e           |  | 5e (CDC)          |
| 1954 | 13e             | Zilver        | 20e                  | 4e             | Brons           |                      | Zilver      |  |              |  | (CDC)             |
| 1955 | 72e             | 5e            |                      |                |                 |                      |             |  | 14e          |  |                   |

- Gemeinsame Normdatei: 118724967
- Historisch woordenboek van Zwitserland: 016096
- International Standard Name Identifier: 0000 0001 1875 1572
- Library of Congress Control Number: n2011026914
- MusicBrainz: 3e3adb54-e3d3-41a0-a23b-04c63a729fe6
- Nederlandse Thesaurus van Auteursnamen: 072796960
- Système universitaire de documentation: 242969917
- Virtual International Authority File: 40173398
- WorldCat: E39PBJwXbWHbDrJg8khDb7tYfq